# Barragán
| Recensione | Giudizio |
| ---------- | -------- |
| AllMusic   |          |

Barragán è il nono album discografico in studio del gruppo musicale statunitense Blonde Redhead, pubblicato nel settembre 2014.

## Descrizione
Il disco è stato prodotto e mixato da Drew Brown, già al lavoro in studio con Beck e Radiohead ed è stato registrato negli studi di Michigan e New York.
Alcune settimane prima della pubblicazione, l'album è stato reso disponibile in streaming sul sito del The Guardian.

## Tracce
1. Barragán – 2:13 (Amedeo Pace)
2. Lady M – 2:59 (testo: Kazu Makino – musica: Amedeo Pace, Kazu Makino)
3. Dripping – 3:40 (Amedeo Pace)
4. Cat on Tin Roof – 3:37 (Kazu Makino)
5. The One I Love – 3:51 (testo: Kazu Makino – musica: Amedeo Pace, Kazu Makino)
6. No More Honey – 3:42 (testo: Kazu Makino – musica: Amedeo Pace)
7. Mind to Be Had – 8:46 (Amedeo Pace)
8. Defeatist Anthem (Harry and I) – 6:14 (testo: Kazu Makino – musica: Amedeo Pace)
9. Penultimo – 3:18 (testo: Kazu Makino – musica: Amedeo Pace)
10. Seven Two – 3:25 (testo: Kazu Makino – musica: Amedeo Pace)

## Formazione
- Kazu Makino – voce, mellotron, piano, synth, altri strumenti
- Amedeo Pace – voce, chitarra, basso, organo, piano, synth, altri strumenti
- Simone Pace – batteria, percussioni, synth